# Partit Nacionalista Bretó
El Partit Nacionalista Bretó (PNB) fou un partit polític de la Bretanya. Fou fundat l'octubre del 1911 per Camille Le Mercier d'Erm, Louis Napoléon Le Roux, Georges Le Rumeur, Edouard Guéguen i Émile Masson, tots petits burgesos urbans i adscrits als corrents d'alliberament nacional bretó. El partit definia explícitament la Bretanya com una «nació políticament oprimida com Polònia o Irlanda», que havia d'optar pel dret d'autodeterminació i a constituir o bé un estat independent o bé una confederació amb França.
Era un grup d'obediència llibertària, qui parlà per primer cop d'independència abandonant tot regionalisme vague, però de manera força ambigua i sense especificar-ne els mitjans per assolir-la. De fet, reclama "la separació integral de França, la independència política de la nació bretona i el reconeixement de la llengua bretona com a única llengua nacional". Un dels primers actes fou proposar com a festa nacional el 29 de setembre, dia de l'aniversari de la coronació de Nominoe i de la victòria del 1364 a An Alre de Jean de Montfort sobre l'exèrcit francès de Carles de Blois. També publicaren la revista Breizh Dishual.
Un dels actes més destacats del grup fou el 29 d'octubre del 1912, quan organitzaren una manifestació contra el monument erigit a Rennes per commemorar la unió de Bretanya a França, on presenta a la darrera reina bretona agenollada davant el rei francès. Aquest monument serà conegut pels bretonnants amb el malnom de savadur an vezh (monument de la vergonya). Els militants del grup Camille Le Mercier d'Erm i André Guillemot foren arrestats per la policia. Tant el grup com la revista foren dissolts el 1914.